# François-Xavier Villain
François-Xavier Villain (ur. 31 maja 1950 w Abbeville, zm. 27 kwietnia 2025) – francuski prawnik, polityk, samorządowiec, deputowany, mer Cambrai.

## Życiorys
Z wykształcenia prawnik, z zawodu adwokat. Od 1977 był radnym miasta Cambrai. W 1983 objął stanowisko zastępcy mera tej miejscowości. W 1992 wybrany na urząd mera, reelekcję uzyskiwał w 1995, 2001, 2008, 2014 i 2020; funkcję tę pełnił do czasu swojej śmierci w 2025. Od 1982 do 2002 zasiadał także w radzie departamentu Nord, w latach 1992–1998 pełniąc funkcję jej wiceprzewodniczącego.
W wyborach w 2002 został wybrany do Zgromadzenia Narodowego z ramienia Unii na rzecz Większości Prezydenckiej. W 2007 uzyskał reelekcję również z poparciem UMP. W XIII kadencji został posłem niezrzeszonym, został jednym z liderów prawicowej oraz gaullistowskiej Powstań Republiko (jako wiceprzewodniczący ugrupowania). W wyborach parlamentarnych w 2012 uzyskał poselską reelekcję (z poparciem UMP). Dołączył do partii Unia Demokratów i Niezależnych. Nie ubiegał się o reelekcję w wyborach w 2017.